# لامين كولي
لامين كولي (بالإنجليزية: Lamin Colley)‏ هو لاعب كرة قدم غامبي، ولد في 5 يوليو 1993.